# L'Or du prédateur
 (décembre 2019).
Si vous disposez d'ouvrages ou d'articles de référence ou si vous connaissez des sites web de qualité traitant du thème abordé ici, merci de compléter l'article en donnant les références utiles à sa vérifiabilité et en les liant à la section « Notes et références ».
L'Or du prédateur (titre original : Predator's Gold) est un roman de science-fiction écrit par Philip Reeve, publié en 2003 puis traduit en français et publié en 2007. Il est le deuxième volume de la série de livres Tom et Hester (Mortal Engines Quartet).

## Résumé
Depuis qu'ils ont fui Londres en cendres, Tom et Hester voyagent à bord du "Jenny Haniver". Mais les voilà traqués par un mystérieux réseau de fanatiques. Le jeune couple se réfugie alors à Anchorage, la cité polaire dévastée et victime d'étranges disparitions. Cette dernière cherche à se mettre à l'abri des locomopoles affamées, et se dirige vers le légendaire et lointain Continent Mort...